# Nesselwang
Nesselwang là một đô thị ở Ostallgäu bang Bayern thuộc nước Đức.